# Bernardo I de Baden
Bernardo I de Baden (1364 - Baden, 5 de abril de 1431) fue margrave de Baden desde 1391 hasta su muerte, en 1431.

## Vida
Era el hijo mayor de Rodolfo VI y Matilde de Sponheim. Él y su hermano Rodolfo VII llegaron a un acuerdo de reparto de la herencia en 1380, según el cual el margraviato se dividiría sólo entre los descendientes masculinos durante dos generaciones. Rodolfo VII recibió después las zonas meridionales de Ettlingen via Rastatt a Baden-Baden, y el propio Bernardo las zonas alrededor de Durlach y Pforzheim.
Hizo que la sede de su familia se situara en la fortaleza de Hohenbaden muy por encima de los baños termales de la ciudad de Baden. Durante su reinado amplió el castillo a partir de la estructura gótica subyacente. El 25 de julio de 1415, adquirió Hachberg, Höhingen, Ober-Usenberg y la ciudad de Sulzburgo en Baden Superior por 80.000 florines renanos que pagó a Otón II, el último margrave de la epónima línea colateral. En este tiempo tuvo muchas disputas con las ciudades de Estrasburgo, Espira y con el rey Roberto I. Su sucesor Jacobo I amplió aún más el castillo, haciendo de él una fortaleza.
En 1415 se anexionó las tierras de Baden-Hachberg.

## Matrimonio e hijos
El 22 de junio de 1368 se celebró el compromiso entre Bernardo I y Margarita, la única hija y heredera del conde Rodolfo III de Hohenberg. El matrimonio formal tuvo lugar dieciséis años más tarde, el 1 de septiembre de 1384. No tuvieron hijos y finalmente se divorciaron en 1391. 
El 15 de septiembre de 1397 le fue otorgada una dispensa papal para el futuro matrimonio entre Bernardo I y Ana, hija del conde Luis XI de Oettingen, porque eran parientes en el prohibido cuarto grado de consanguinidad. El matrimonio se celebró el 27 de marzo de 1398, y la dispensa fue renovada algunos meses después, el 27 de agosto. Tuvieron diez hijos:
1. Ana (15 de marzo de 1399 - después de 6 de diciembre de 1421), se casó el 11 de mayo de 1409 con Luis IV de Lichtenberg.
2. Beatriz (24 de junio de 1400 - 1452), se casó el 11 de julio de 1411 con el conde Emico VI de Leiningen-Hartenburgo.
3. Matilde (11 de diciembre de 1401 - 18 de abril de 1402).
4. Margarita (25 de enero de 1404 - 7 de noviembre de 1442), se casó el 1 de marzo de 1418 con el conde Adolfo II de Nassau-Wiesbaden-Idstein.
5. Jacobo (15 de marzo de 1407, Hachberg - 13 de octubre de 1453, Mühlburg), margrave de Baden-Baden.
6. Inés (25 de marzo de 1408 - enero de 1473, Ebersteinburgo), se casó primero el 2 de junio de 1432 con el conde Gerardo VII de Holstein-Rendsburg y luego (secretamente el 2 de junio de 1436) con Hans von Löwen.
7. Úrsula (24 de octubre de 1409 - 24 de marzo de 1429), se casó primero el 20 de diciembre de 1422 con el conde Godofredo IX de Ziegenhain y luego el 16 de abril de 1426 con el duque Ulrico II de Teck.
8. Bernardo (31 de octubre de 1412 - 27 de julio de 1424).
9. Brígida (1 de enero de 1416 - después 24 de julio de 1441), monja.
10. Rodolfo (13 de julio de 1417 - agosto de 1424).

También tuvo dos hijos ilegítimos: 
- Bernardo, sacerdote en Besigheim (entre 1422-1439) y canónigo en la catedral de Basilea en 1439.
- Ana (m. antes del 12 de mayo de 1449), casada antes de 1439 con Pablo Lutran de Ertrin, Vogt de Pforzheim en 1453.